# کیهان علمی
کیهان علمی یک ماهنامه ویژه نوجوانان با موضوعات علمی در ایران بود. این نشریه چاپ مؤسسه کیهان بود و از سال ۱۳۶۷ تا ۱۳۷۱ به مدیرمسئولی امیرحسین فردی بی‌وقفه منتشر می‌شد.